# Lepidochrysops wau
Lepidochrysops wau är en fjärilsart som beskrevs av Wichgraf 1921. Lepidochrysops wau ingår i släktet Lepidochrysops och familjen juvelvingar. Inga underarter finns listade i Catalogue of Life.